# Otto Philipp Braun
Otto Philipp Braun  (Cassel, Alemanha, 13 de dezembro de 1798 - 24 de julho de 1869) foi um oficial alemão que participou das guerras de independência da América espanhola.

## Juventude
Braun frequentou a escola em Cassel até entrar para a brigada de voluntários do reino de Hesse-Cassel em 1814, a fim de lutar contra as tropas de Napoleão. Mais tarde  Braun foi para Hanôver, onde estudou medicina veterinária. Continuou seus estudos na Universidade de Gotinga.
Em 1818, Braun deixou a Europa em crise e emigrou para os Estados Unidos. Lá ele não conseguiu se estabelecer como um veterinário. Sua estada no Haiti como o instrutor de cavalo oficial do rei Henri Christophe terminou também sem contrato de longo prazo desejado.

## Carreira militar

### Libertação da América do Sul
Braun ingressou no exército de Simón Bolívar na metade do ano de 1820 como um oficial de baixa patente. Felipe Braun, como passou a ser chamado a partir de então, participou nas campanhas da Colômbia e da Batalha de Carabobo, na Venezuela. Entrou para a Guarda de Simón Bolívar em 1821 e o acompanhou em sua campanha para libertar os atuais Equador e Peru como um de seus muitos oficiais.
Em 6 de agosto de 1824, Braun foi o primeiro soldado patriótico a chegar na planície de Junín, onde uma força de cavalaria do exército real espanhol sob o comando de José de Canterac estava esperando. Devido à conduta incomum de Braun e as unidades altamente treinadas e disciplinadas durante anos, a cavalaria patriota não só resistiu à superioridade, mas foi capaz de derrotar seu adversário. Braun foi promovido e passou a fazer parte a partir de então do círculo íntimo em torno de Simón Bolívar e Antonio José de Sucre.
Braun também participou da libertação do Alto Peru (atual Bolívia). Após levantes em Cochabamba e La Paz que dividiram a unidade comandada por Braun, ele caiu em desgraça. Isso mudou fundamentalmente quando Braun resistiu a outros ataques e bravamente atacou a invasão peruana da Bolívia de 1828 sob o comando do general Agustín Gamarra.

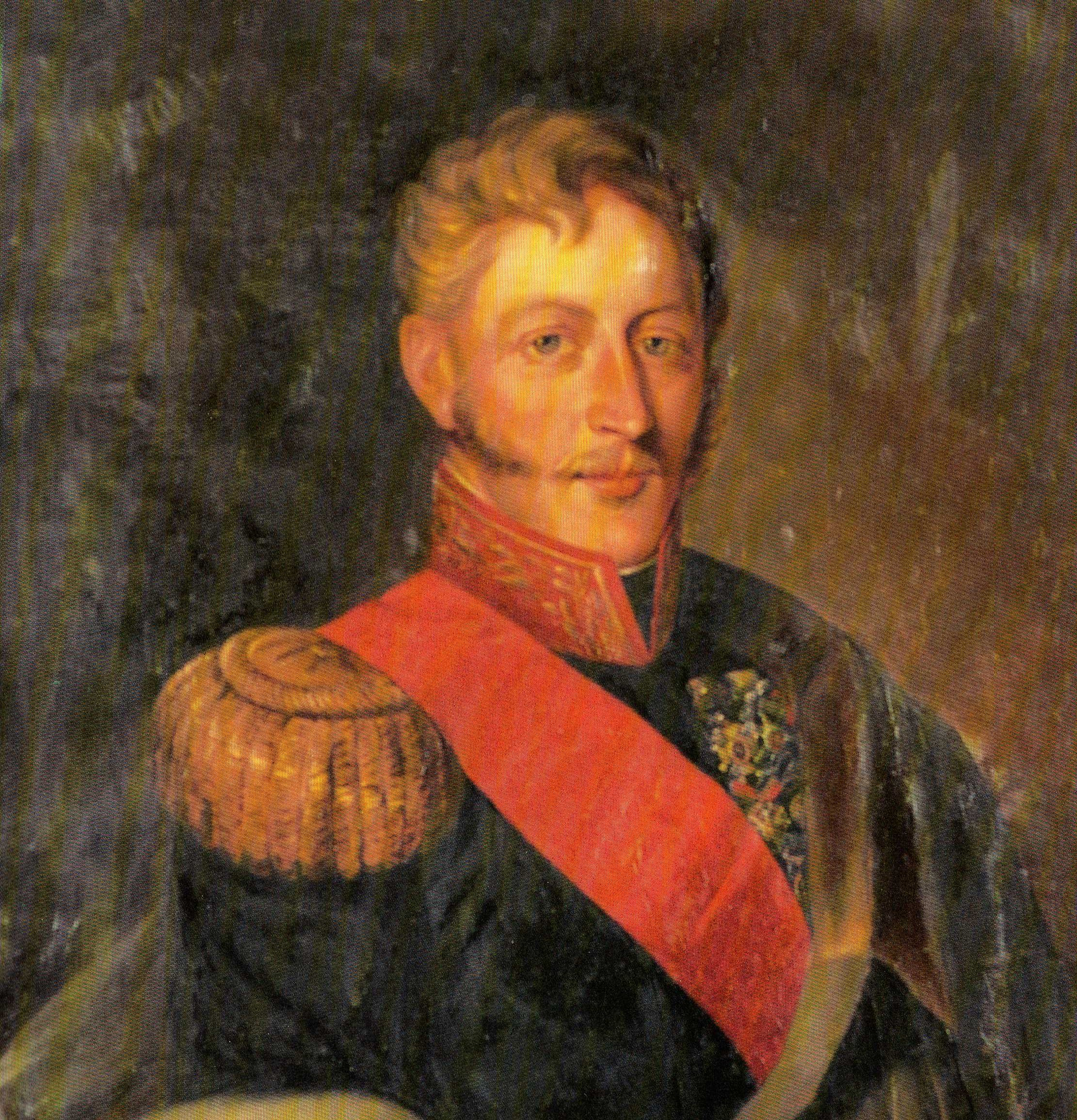
General Otto Philipp Braun por volta de 1830.

Na guerra Gran Colômbia - Peru de 1828/29, Braun lutou ao lado de Simón Bolívar, Antonio José de Sucre e Juan José Flores. Depois de uma fracassada missão diplomática como representante oficial dos vencedores, Braun teve que fugir e foi parar em Valparaíso, Chile, em 1829. Poucos meses depois, Braun foi capaz de viajar para Arequipa, Peru, onde finalmente encontrou sua esposa, Justa Germana de Rivero y Abrill, com quem ele havia se casado através de uma autorização escrita em 1828.

### Serviço na Bolívia
Em Arequipa, Braun passou quase um ano até que o presidente boliviano Andrés de Santa Cruz pediu que Braun participasse de sua nova administração. Braun aceitou e mudou-se para a Bolívia. De 1830 até 1839, Braun tornou-se um dos generais de maior sucesso na história boliviana. Braun também se tornou um conselheiro valioso do presidente Santa Cruz. Este o nomeou prefeito, confiou exércitos inteiros, deixou-o no comando de batalhas e deu-lhe a responsabilidade do ministério da defesa. Durante a Confederação Peru-Boliviana (1836-1839) Braun serviu lealmente Santa Cruz. Posteriormente Braun triunfou na batalha de Montenegro contra uma invasão argentina em junho de 1838 e Santa Cruz concedeu-lhe o título de Grande marechal de Montenegro. Até hoje Braun é o único estrangeiro que já ganhou este título na América do Sul e o único marechal de toda a Bolívia.
Depois que Andrés de Santa Cruz perdeu a batalha de Yungay em janeiro de 1839 contra uma invasão peruana-chilena, sua confederação entrou em colapso devido a uma revolução liderada por José Ballivián Segurola e José Miguel de Velasco, Braun caiu também. Ele teve que deixar a Bolívia e voltou para a Europa. Até hoje o conhecimento sobre sua vida após sua queda permanece incerto.

## Últimos anos
Em 1861, após numerosas viagens transatlânticas entre a Europa e América do Sul, Braun deixou o continente para sempre. Oito anos depois Braun morreu em Bad Wildungen. Seus restos mortais descansam em sua cidade natal nas proximidades de Cassel. Dezenas de jornais na Europa e América do Sul lembraram as contribuições que Otto Philipp Braun fez para a independência da América do Sul, bem como para a construção da República da Bolívia.